# Argyra superba
Argyra superba är en tvåvingeart som beskrevs av Sadao Takagi 1960. Argyra superba ingår i släktet Argyra och familjen styltflugor. Inga underarter finns listade i Catalogue of Life.